# Arctornis nigrobustus
Arctornis nigrobustus är en fjärilsart som beskrevs av Holloway 1999. Arctornis nigrobustus ingår i släktet Arctornis och familjen tofsspinnare. Inga underarter finns listade i Catalogue of Life.